# Arctoscopus japonicus
Arctoscopus japonicus is een straalvinnige vis uit de familie van zandvissen, orde van baarsachtigen (Perciformes). De vis kan een lengte bereiken van 22 centimeter.

## Leefomgeving
Arctoscopus japonicus is een zoutwatervis. De soort komt voor in diep water in de Grote Oceaan. De diepteverspreiding is 0 tot 550 meter.

## Relatie tot de mens
Arctoscopus japonicus is voor de visserij van aanzienlijk commercieel belang. In de hengelsport wordt er weinig op de vis gejaagd. De soort wordt gevangen voor commerciële aquaria.